# Fort Dix
Fort Dix, nom usuel pour la Joint Base McGuire-Dix-Lakehurst dédiée à l'activité de soutien de l'armée, est un ancien fort de l'United States Army (maintenant Army Support Activity sous la juridiction de l'United States Air Force — 87 Air Base Wing) situé approximativement à 16,1 mi (25,9 km) au sud-sud est de Trenton, New Jersey. Dix est sous la juridiction de l'United States Army Reserve Command (USARC).
Selon le recensement de 2010 (2010 United States Census), la localité de fort Dix (census designated place (CDP)) a une population de 7 716 habitants,,,, dont 5 951 habitent à New Hanover Township, 1 765 à Pemberton Township et aucun à Springfield Township (bien que certaines parties du CDP sont incluses dedans).
Fort Dix, établi en 1917, a été consolidé le 1er octobre 2009 avec l'adjonction de deux installations de l'U.S. Air Force et de la Navy pour devenir une partie de la Joint Base McGuire-Dix-Lakehurst (JB MDL). Néanmoins, il reste communément appelé « Fort Dix », « ASA Dix », ou « Dix » comme en 2015.

## Vue d'ensemble
L'unité stationnée dans l'Army Support Activity Fort Dix est le 87th Air Base Wing (87 ABW) de l'United States Air Force. La 87 ABW assure la gestion des installations pour tout la JB MDL.
Army Support Activity Fort Dix est sous la juridiction de l'United States Army Reserve Command (USARC). L'installation est créée le 16 juillet 1917 en tant que camp Dix, appelée ainsi en l'honneur du major général John Adams Dix, un vétéran de la guerre anglo-américaine de 1812 et de la guerre de Sécession, et ancien sénateur des États-Unis, secrétaire du Trésor et gouverneur de New York.
Dix a une histoire concernant la mobilisation, l'entrainement et la démobilisation de soldats qui commence dès le début de la première guerre mondiale jusqu'à nos jours. En 1978, les premières recrues féminines sont arrivées pour l'entrainement de base à Fort Dix. En 1991, Dix a entraîné les civils koweïtiens pour qu'ils acquièrenent les compétences militaires basiques afin qu'ils puissent prendre part à la libération de leur pays.
Dix a cessé son activité d'entrainement actif de l'armée en 1991 à la suite des recommandations de la commission sur la fermeture et le réalignement de la base. Actuellement, il sert de centre d’entraînement pour l'Army Reserve et la National Guard.

## Unités affectées
- 108th Air Wing[6]
- Army Support Activity[6]
- Marine Aircraft Group 49[6]
- 72d Field Artillery Brigade[6]
- 99th Regional Support Command[6]
- 2d Brigade, 75th Division[6]
- USCG Atlantic Strike Team[6]
- U.S. Air Force Expeditionary Center[6]
- Military Entrance Processing Station[6]
- NCO Academy[6]
- Navy Operational Support Center[6]
- 174th Infantry Brigade[6]
- Fleet Logistics Squadron (VR-64)[6]

## Histoire
Voir note de bas de page
Fort Dix est nommée en hommage au Major General John Adams Dix, un vétéran de la guerre anglo-américaine de 1812 et de la guerre de Sécession. Sa construction a débuté en juin 1917. Camp Dix, comme il était connu à cette époque, était un terrain d'entraînement et de transit pour les unités de la première guerre mondiale. Bien que le camp était une zone de transit pour le port d'embarquement de New York, il ne tombe pas directement sous son contrôle, restant sous la juridiction directe du département de la guerre. Le camp est devenu un centre de démobilisation après la guerre. Entre les deux guerres mondiales, le camp Dix est un centre de réception, d’entraînement et de libération pour le Civilian Conservation Corps. Le camp Dix devient le Fort Dix le 8 mars 1939, et l'installation devient un poste permanent de l'armée. Pendant et après la seconde guerre mondiale, le fort reprend les mêmes missions que celles qu'il avait lors de la première guerre mondiale en tant que terrain d'entraînement et de transit pendant la guerre puis de démobilisation après la guerre.
Le 5 juillet 1947, le fort Dix devient un centre d'entraînement de base et la base de la 9th Infantry Division. En 1954, la 9th Infantry Division quitte le fort et est remplacée par la 69th Infantry Division qui y restera jusqu'à ce qu'elle soit déactivée le 16 mars 1956. Pendant la guerre du Vietnam, le fort connaît une expansion rapide. Un village vietnamien factice est construit et les soldats reçoivent un entraînement spécifique avant d'être déployé au Vietnam. Depuis le Vietnam, fort Dix a envoyé des soldats pour les opérations Desert Shield, Desert Storm, en Bosnie, en Afghanistan, et en Iraq.

### Site de l'U.S. Coast Guard
L'Atlantic Strike Team (AST) de l'U.S. Coast Guard est stationné à fort Dix. En tant qu'unité du Department of Homeland Security, l'AST est responsable de la lutte contre les accidents de pollution pétrolière et des matières dangereuses afin de protéger la santé publique et l'environnement,.

### Institution Fédérale Correctionnelle
Fort Dix accueille aussi le Fort Dix Federal Correctional Institution, la plus grande prison fédérale américaine. C'est une installation de basse sécurité pour des prisonniers masculins qui est située à l'intérieur de l'installation militaire. Le 19 novembre 2009, il accueillait 4 310 prisonniers, et 426 de plus dans un camp satellite de sécurité minimale. 

## Réalignement de la mission
Sachant que fort Dix était sur la liste des fermetures envisagées, l'U.S. Air Force  tente de sauver le poste de l'U.S. Army en 1987. L'USAF transfère l'école « Security Police Air Base Ground Defence » du Camp Bullis au Texas vers fort Dix à l'automne 1987. Ce transfert aurait pu être définitif si le coût pour acheminer les 50 à 100 S.P. par un vol commercial de San Antonio au Texas à Philadelphie en Pennsylvanie tous les quinze jours ne s'était avéré prohibitif. L'école retournera plus tard vers le Camp Bullis au Texas. Le fort Dix est une des premières victimes de la procédure de Base Realignment and Closure au début des années 1990, perdant la mission d’entraînement de base qui permet aux nouvelles recrues de prendre pied dans le vie militaire qu'il détenait depuis 1917. Mais les défenseurs du fort Dix attirent l'intérêt de l'armée de réserve en gardant le poste de  31 000 acres (13 000 ha) en tant que réserve d'entraînement. Avec les réservistes et les millions investis pour les améliorations, le fort Dix se développe de nouveau pour employer 3 000 personnes. Comme près de 15 000 soldats s'entraînent les week-ends, le poste est devenu un point de mobilisation majeur pour la réserve et les gardes nationaux depuis les attaques du 11 septembre 2001 sur New York et Washington, D.C.
Le fort Dix a réussi son réalignement d'un centre d’entraînement individuel vers une plateforme de projection de puissance FORSCOM pour le Nord-Est des États-Unis sous le commandement et le contrôle de l'United States Army Reserve. Les missions principales sont d'être :
- un centre d'excellence pour l'entraînement, la mobilisation et le déploiement de l'armée de réserve et de la garde nationale ;
- une base régionale de soutien des opérations pour les unités de réserve en activité ou non de tous les services ;
- un environnement de grande qualité, incluant 848 logements, pour les membres du service et leur famille. Le fort Dix a assuré plus de 1.1 million de jours d’entraînement en 1998. 13 500 personnes vivent ou travaillent en moyenne chaque jour dans la garnison et les organisations à proximité. Les installations du fort Dix contiennent le Charles E. Kelly Support Facility à Oakdale, Pennsylvania et le Devens Reserve Forces Training Area à Ayer, Massachusetts.

### Les réorganisations de 2005
En 2005, le département de la défense des États-Unis annonce que le fort Dix fait de nouveau partie du processus de Base Realignment and Closure. Il doit fusionner avec deux bases militaires à proximité, McGuire Air Force Base et Naval Air Engineering Station Lakehurst, pour former la Joint Base McGuire-Dix-Lakehurst. C'est la première base de ce type aux États-Unis.
La liste préliminaire de 2005 de la Base Realignment and Closure (BRAC) est publiée par le département de la défense des États-Unis le 13 mai 2005. La proposition recommande la fermeture de 33 bases militaires majeures des États-Unis et le « réalignement » (soit un élargissement soit une réduction) de 29 autres bases. Les justifications résultent de :
Les recommandations BRAC concernant directement le fort Dix sont :
1. Réaligner Pitt USARC, à Coraopolis, en Pennsylvanie, en démantelant l'état-major du 99th Regional Readiness Command  et en créant le quartier général du Northeast Regional Readiness Command à Fort Dix, NJ, tout en fermant le centre de soutien Charles Kelly et en délocalisant les unités dans le centre de l'US Army Reserve à Pitt.
2. Fermer le Camp Kilmer, au New Jersey, et relocaliser l'état-major de la 78th Division à Fort Dix, NJ.
3. Réaligner le Fort Totten, NY, en déplaçant l'état-major du 77th Regional Readiness Command et en établissant une brigade de soutien à Fort Dix, NJ., tout en fermant le Carpenter USARC, à Poughkeepsie, New York, le McDonald USARC, à Jamaica, New York, le Fort Tilden USA RC, à Far Rockaway, New York, et le Muller USARC, à Bronx, New York, et en délocalisent les unités du nouveau centre des forces de réserve à Fort Totten, NY.
4. Réaligner le Fort Sheridan, IL, en délocalisant la 244th Aviation Brigade à Fort Dix, NJ.
5. Réaligner le Fort Dix, NJ, en relocalisant le site 27 de concentration des équipements vers le site interarmées de d'entraînement et de mobilisation de la garde national du New Jersey Army situé à Lakehurst, New Jersey.

## Tentative d'attentats

### 1970
En 1970, le groupuscule Weather Underground a planifié un attentat à la bombe dans la salle de danse des officiers de la base pour « amener la guerre sur le sol américain » et « donner aux États-Unis et au reste du monde le sentiment que le pays allait devenir complètement invivable si les États-Unis poursuivaient la guerre du Vietnam ». Le complot échoua le matin prévu, alors que la bombe était en cours de construction dans les locaux du groupe à Greenwich Village, New York , tuant trois des membres du groupe.

### 2007
Le 8 mai 2007, six individus, pour la plupart des musulmans d'origine albanaise, sont arrêtés pour tentative d'attaque contre le fort Dix et les soldats stationnés. Ces individus sont soupçonnés d'être des islamistes radicaux inspirés par l'idéologie d'Al-Qaeda. Ils étaient censés attaquer le fort avec des armes automatiques pour tenter de tuer le maximum de soldats. Ils sont inculpés pour conspiration en vue de tuer des soldats des États-Unis

## Les émeutes pénitentiaires de 1969
Le 5 juin 1969, 250 prisonniers, inculpés pour désertion, dans les locaux militaires se soulèvent pour dénoncer les conditions sanitaires de leur internement,,.

## Le monument «Ultimate Weapon»
En 1957, pendant leurs heures de loisirs, Steven Goodman, spécialise 4, assisté de PFC Stuart Scherr, soldat de première classe, a fait un petit modèle en argile d'un fantassin en train de charger. Leur modèle de table a été repéré par un agent de relations publiques qui l'a porté à l'attention de Bruce Clarke, commandant adjoint du poste, qui a suggéré la construction d'une statue plus grande pour servir de symbole à Fort Dix.  Goodman et Scherr, qui avaient étudié les arts industriels ensemble à New York et ont été classés par l'armée comme illustrateurs, ont entrepris le projet sous la direction du sergent-major Bill Wright. Sur la base d'un budget limité, et utilisant de vieux rails et d'autres produits disponibles, ils ont créé la statue d'un fantassin de 12 pieds de haut en train de charger en tenue de combat, sans qu'il ne représente une race ou une origine ethnique particulière.
En 1988, après des années d'exposition au climat, une campagne de restauration est lancée et récolte 100 000 dollars. Sous le parrainage de Goodman et de l'association de l'armée des États-Unis de fort Dix, la statue est refondue en bronze et sa base de béton est remplacée par du granite noir.
La statue de 25 pied est érigée à l'entrée du parc de l'infanterie. L'inscription est la suivante :
Ce monument est dédié au seul instrument indispensable à la guerre, le soldat américain ---
L'ARME ULTIME
« S'ils ne sont pas là, vous ne le possédez pas »
17 août 1990

## Géographie
Le fort Dix est situé au 40° 00′ 20″ N, 74° 36′ 40″ O (40.005611,-74.611072). Selon le bureau du recensement des États-Unis (United States Census Bureau), le fort Dix a une superficie de 26 909 km2 (10,389 mi2), dont 26 580 km2 (10,262 mi2) et 0,329 km2 (0,127 mi2) d'eau soir 1,22 % de la superficie totale,.

## Démographie

### Recensement de 2000
Selon le recensement des États-Unis de 2000, il y avait 7 464 personnes, 843 ménages et 714 falmilles résidant dans le CDP. La densité de la population était de 663,9 hab./mi2 (256,4 hab./km2). Il y avait 1 106 unités de ménage avec une densité de 98,4 foyers/mi2 (38,0 foyers/km2). La composition raciale du CDP était de 58,4 % de blancs, 35,6 % d'afro-américains, 0,4 % d'amérindiens, 1,3 % d'asiatiques, 0,1 % d'insulaires du Pacifique, 2,5 % d'autres origines, et 1,7 % avec des origines multiples. Les hispaniques et latinos représentent 22,8 % de la population.
Il y avait 843 ménages, dont 63,8 % avec des enfants de moins de 18 ans, 75,2 % étaient des couples mariés, 6,8 % avec une femme à la tête du ménage sans la présence du mari et 15,3 % n'étaient pas des familles. 14.7 % de l'ensemble des ménages étaient des célibataires et aucun n'était composé d'une personne de plus de 65 ans vivant seul. La taille moyenne du ménage est de 3,06 et la taille moyenne de la famille était de 3,39.
La population du CDP était composée de 13,6 % d'individus de moins de 18 ans, de 8,1 % d'individus entre 18 et 24 ans, de 62,1 % d'individus entre 25 et 44 ans, de 15,1 % d'individus entre 45 et 64 ans, et 1,1 % d'individus de plus de 65 ans. L'âge médian était de 34 ans. Il y avait 100 femmes pour 491 hommes. Pour 100 femmes de plus de 18 ans, il y avait 734,5 hommes.
Le revenu médian des ménages dans le CDP était de 41 397 dollars, et le revenu médian d'une famille était de  41 705 dollars. Les hommes avaient un revenu médian de  31 657 dollars contre 22 024 dollars pour les femmes. Le revenu par individu au sein du CDP était de 10 543 dollars. Près de 2,5 % des familles et 3,2 % de la population étaient sous le niveau de pauvreté, incluant 3,2 % de ceux de moins de 18 ans et aucun de plus de 65 ans.

## Transports
La route 68 du New Jersey relie fort Dix à la route 206 des États-Unis près du dernier échangeur avec le New Jersey Turnpike, de la route 130 des États-Unis et 195 inter-états. Le New Jersey Transit assure le service à partir et vers Philadelphie par la route 317.

## Culture
Le fort Dix est le lieu où se déroule le jeu Cinemaware en 1988 sur C64 et du jeu vidéo Rocket Ranger sur Nintendo ; le jeu se fonde sur un scénario alternatif de la seconde guerre mondiale, où les Nazis découvrent le lunarium, qui peut leur permettre de gagner la guerre à moins qu'un jeune scientifique américain de les stoppe.
Fort Dix est mentionné plusieurs fois dans la série télé M*A*S*H en tant qu'affectation précédente du colonel Potter, commandant la 4077th MASH. De plus, l’aumônier de la compagnie Maxwell Klinger ment à sa mère en disant qu'il est affecté à Fort Dix de façon qu'elle ne sache pas qu'il sert en Corée.

## Climat
Le climat de la région est caractérisé par des étés chauds et humides et des hivers doux à chauds. Selon le système de classification du climat de Köppen, le fort Dix a un climat subtropical humide, abrégé « Cfa » sur les cartes de climat.